# Ella Wheeler Wilcox
Ella Wheeler Wilcox (Janesville, 5 novembre 1850 – contea di New Haven, 30 ottobre 1919) è stata una scrittrice statunitense.

## Biografia
Figlia di un insegnante di danza, pubblicò i suoi primi scritti già all'età di 8 anni. Fu autrice di opere in prosa come The Story of a Literary Career (1905) e The Worlds and I (1918), tuttavia si espresse maggiormente in campo poetico. Del 1872 è la sua prima raccolta di liriche intitolata Drops of Water, nella quale predicava la temperanza, alla quale seguì Poems of Passion (1876), censurata dal suo primo editore perché ritenuta immorale.
Nel 1884 si trasferì in Connecticut a seguito delle nozze con  Robert Wilcox. La sua opera magna ammonta a oltre 40 volumi di versi che spaziano dalla didascalia prosaica e dallo pseudo-erotismo al misticismo teosofico, tuttavia è maggiormente ricordata per due versi parafrasati da Shakespeare in Solitude: "Ridi, e il mondo riderà con te. Piangi, e piangerai da solo."